# Castelo de Kenilworth

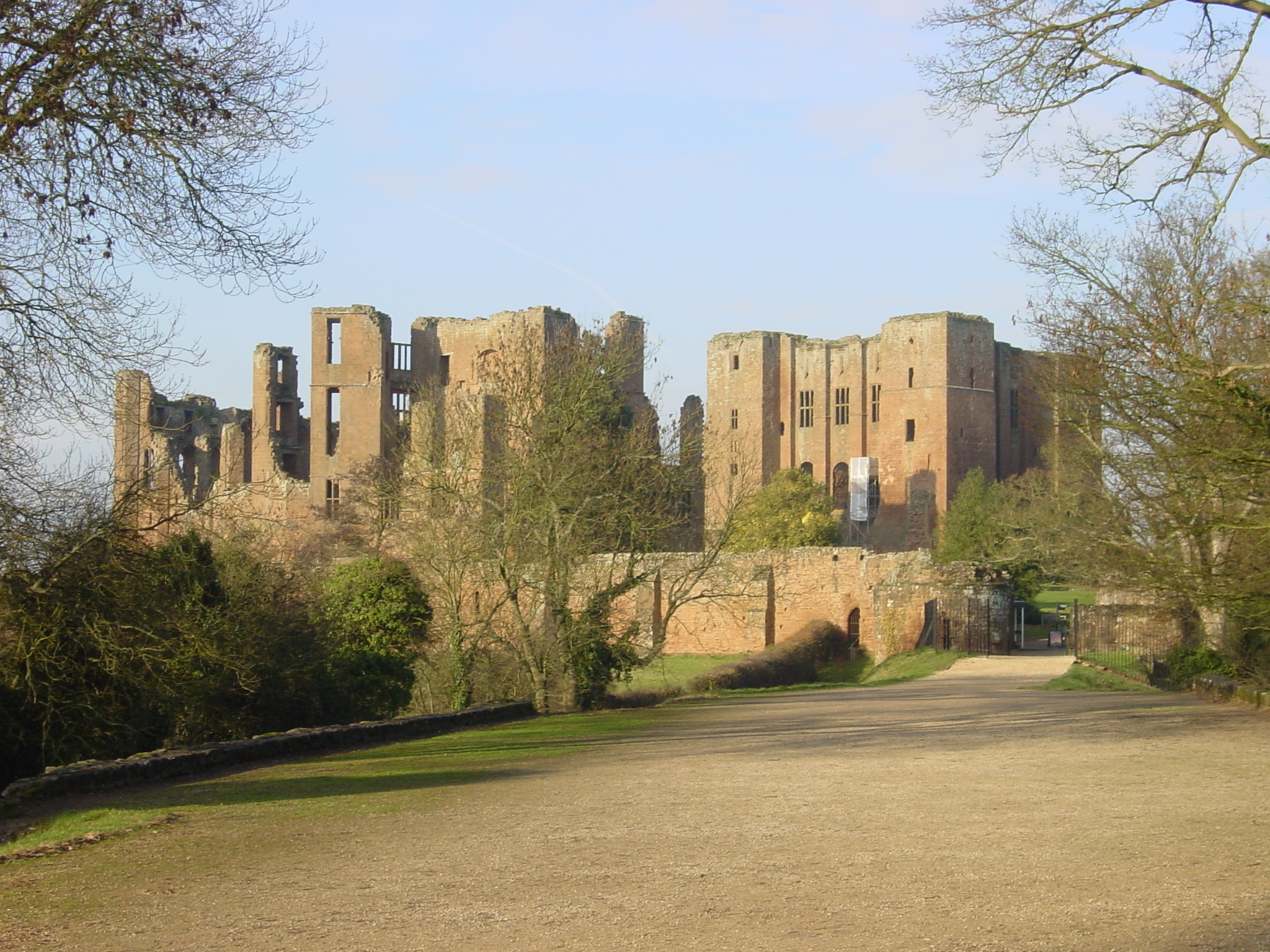
Vista do Castelo de Kenilworth.

O Castelo de Kenilworth (em inglês: Kenilworth Castle) é um castelo localizado em Kenilworth, no condado inglês do Warwickshire. Historicamente era cercado pela Floresta de Arden.
O castelo medieval é notável pelas suas extensas defesas de água e pelo grande cerco montado pelo futuro rei Eduardo I em 1266, além das ruínas do ornado Great Hall (Grande Salão) construído por João de Gante. A sua história posterior inclui a visita da rainha Isabel I (ainda dispõe de edifícios e jardins da era Tudor) e a dramática destruição deliberada pelas tropas de Cromwell, deixando um lado aberto na bela torre de menagem normanda.

## História

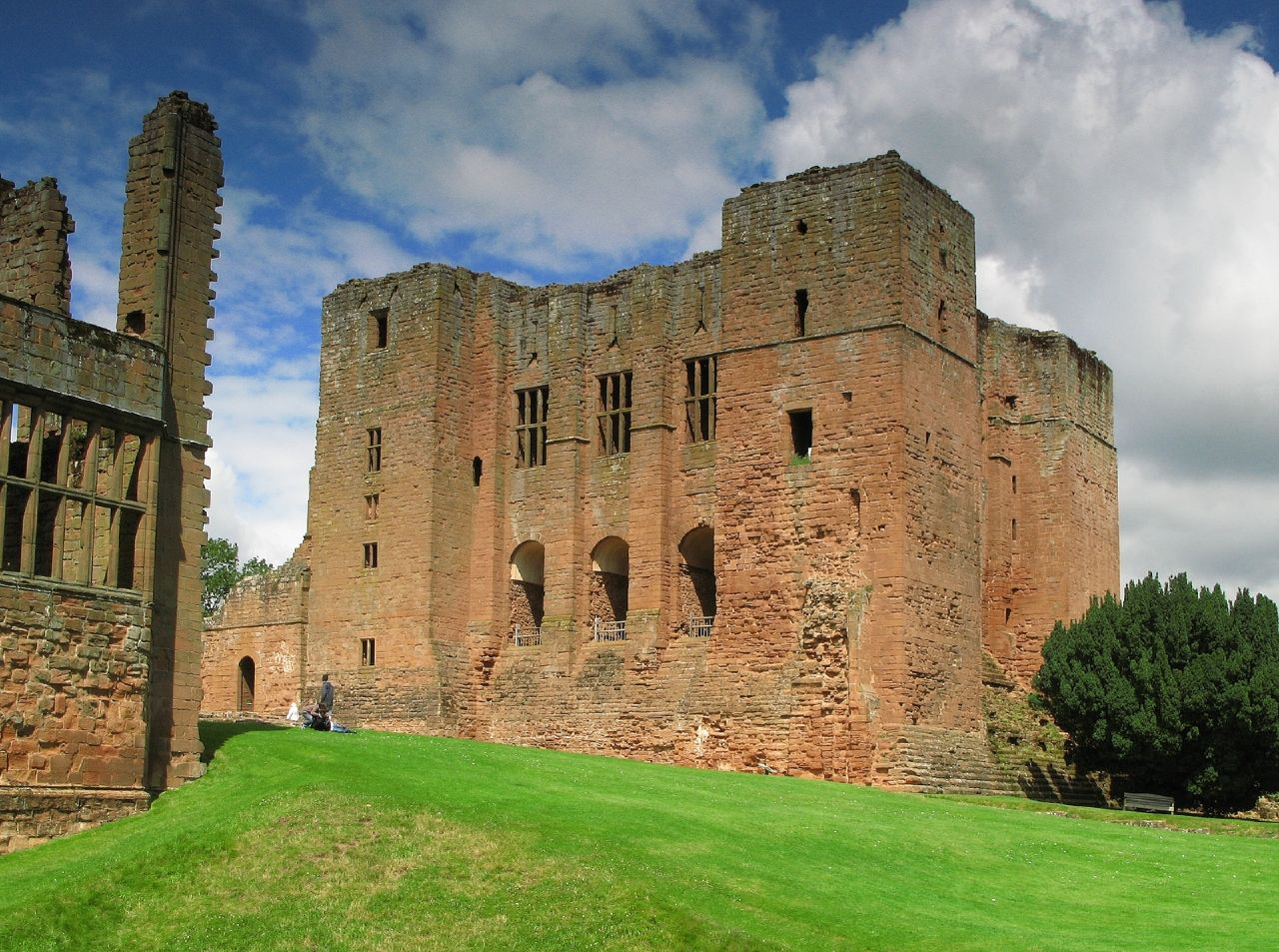
A torre de menagem do Castelo de Kenilworth vista de sudeste

Existia uma fortificação no local desde a época dos Saxões, mas as actuais ruínas são de origem normanda; uma grande torre quadrada de pedra construída por Geoffrey de Clinton, Tesoureiro e Chefe de Justiça de Inglaterra no reinado de Henrique I, por volta de 1125. Henrique II tomou o controle do castelo durante a Revolta de 1173-1174, dando a Clinton um outro castelo no Buckinghamshire como forma de compensação.
Começou, então, o trabalho para melhorar as qualidades defensivas do castelo, continuado durante o reinado de Henrique III, que o transformou num dos mais fortes das Midlands. As vantagens estratégicas das defesas de água já eram conhecidas desde há muito, tendo sido criado em Kenilworth um grande lago artificial para defender três lados do castelo. Cobrindo mais de 0,4 km² (100 acres), foi um esforço caro, mas a capacidade de manter os engenhos de cerco à distância e a vantagem de servir de barreira a assaltos ou a minagem foi imensa.

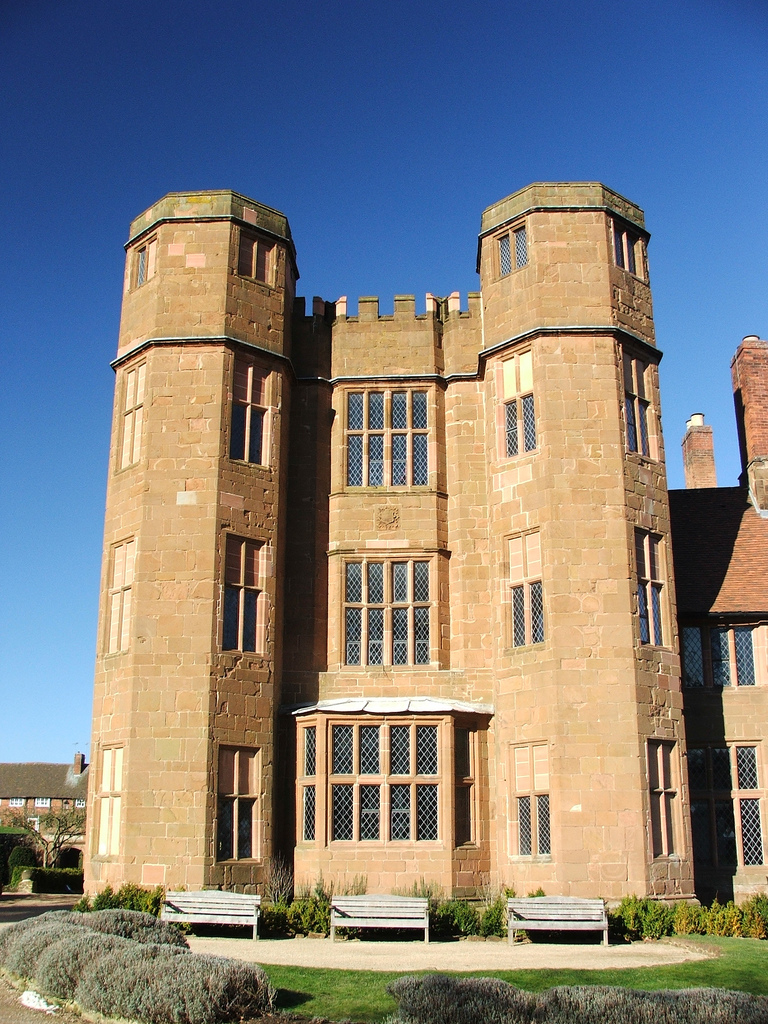
A portaria do Castelo de Kenilworth construída pelo Conde de Leicester.

No entanto, depois de todos os trabalhos para melhorar o castelo, Henrique III concedeu-o em 1244 a Simão de Montfort, 6º Conde de Leicester. Simão de Montfort tornou-se um líder na Segunda Guerra dos Barões (1263-1267) contra Henrique III, usando Kenilworth como centro das suas operações. O Príncipe Eduardo, herdeiro de Henrique, foi aprisionado uma vez por um curto período em Kenilworth antes de fugir. De Montfort foi morto em batalha próximo de Evesham, no dia 13 de Agosto de 1265, enfrentando Eduardo. Em 1266, os rebeldes, sob a liderança de Henrique de Hastings, usaram o castelo como refúgio quando Lord Eduardo cercou Kenilworth. O Cerco do Castelo de Kenilworth em 1266 é o mais longo na história da Inglaterra. As extensas defesas de água providenciaram a protecção para que foram pensadas, apesar de Eduardo alvejar a mais fraca parede norte, defendida apenas por um duplo fosso, empregando gigantescas torres de cerco e mesmo tentando um ataque nocturno por barcaça. O cerco foi terminado em termos fáceis pelos defensores com o Dictum of Kenilworth. A experiência ganha em defesas de água em Kenilworth foi posta em bom efeito em castelos posteriores construídos em Gales, nomeadamente no Caerphilly Castle.
Henrique III concedeu o castelo ao seu filho mais novo, Edmundo Crouchback. O castelo foi herdado pelo neto de Edmundo, Henrique de Grosmont, 1.º Duque de Lancaster, e depois passou para o genro do duque, João de Gante.

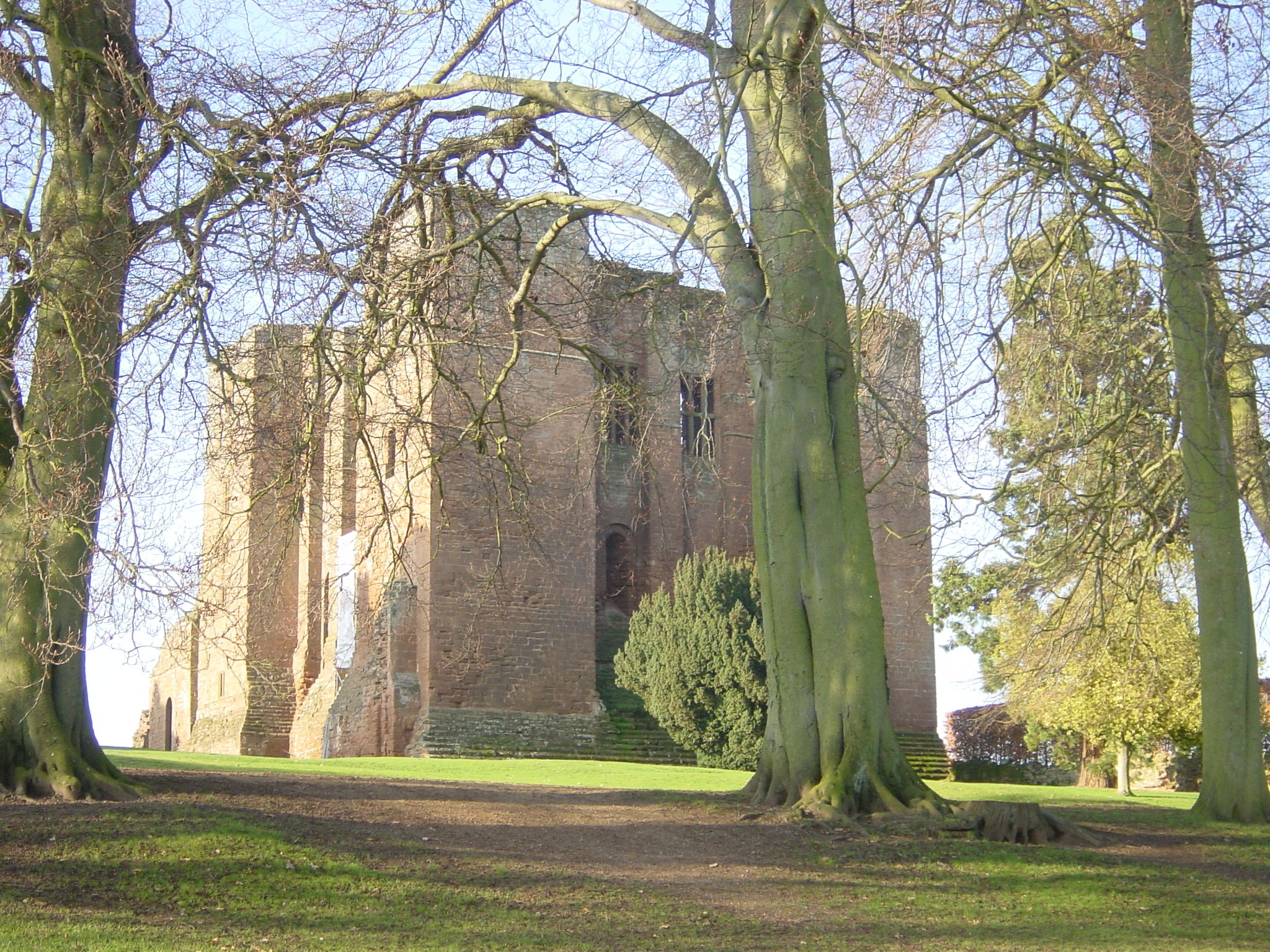
A torre de menagem do Castelo de Kenilworth vista de sul

A partir de 1364, João de Gante começou a conversão do castelo duma pura fortaleza em algo mais habitável, trabalho que continuou com o seu neto, Henrique V. O castelo manteve-se em mãos reais até ser dado a John Dudley em 1553. Depois da sua execução, Isabel I deu-o ao seu favorito, Robert Dudley, Conde de Leicester em 1563. Thomas Underhill foi nomeado Keeper of the Wardrobe nesta época. Mais tarde, Dudley transformou o castelo, fazendo da entrada norte a entrada principal para satisfazer os gostos de Isabel e acrescentando o edifício Leicester, um grande apartamento e bloco residencial com vista para o lago.
Isabel I visitou várias vezes Dudley no Castelo de Kenilworth, em 1566, 1572 e 1575. A última visita é especialmente lembrada, quando Isabel trouxe uma comitiva de várias centenas. Nenhuma despesa foi poupada para a visita de Julho, que durou 19 dias e se diz ter custado a Dudley 1000 libras por dia, uma quantia que quase o levou à falência. Dudley entreteve a rainha com aparatos, instigação de ursos e opulentos banquetes que ultrapassaram tudo o que se vira antes em Inglaterra.
Diz-se que as festividades terão servido de inspiração a Shakespeare para a peça A Midsummer Night's Dream. William Shakespeare tinha apenas 11 anos de idade na época e era da vizinha Stratford-upon-Avon. Pode bem ter estado entre a multidão de habitantes locais que se devem ter reunido para testemunhar a ocasião com os seus dispendiosos e opulentos programas.

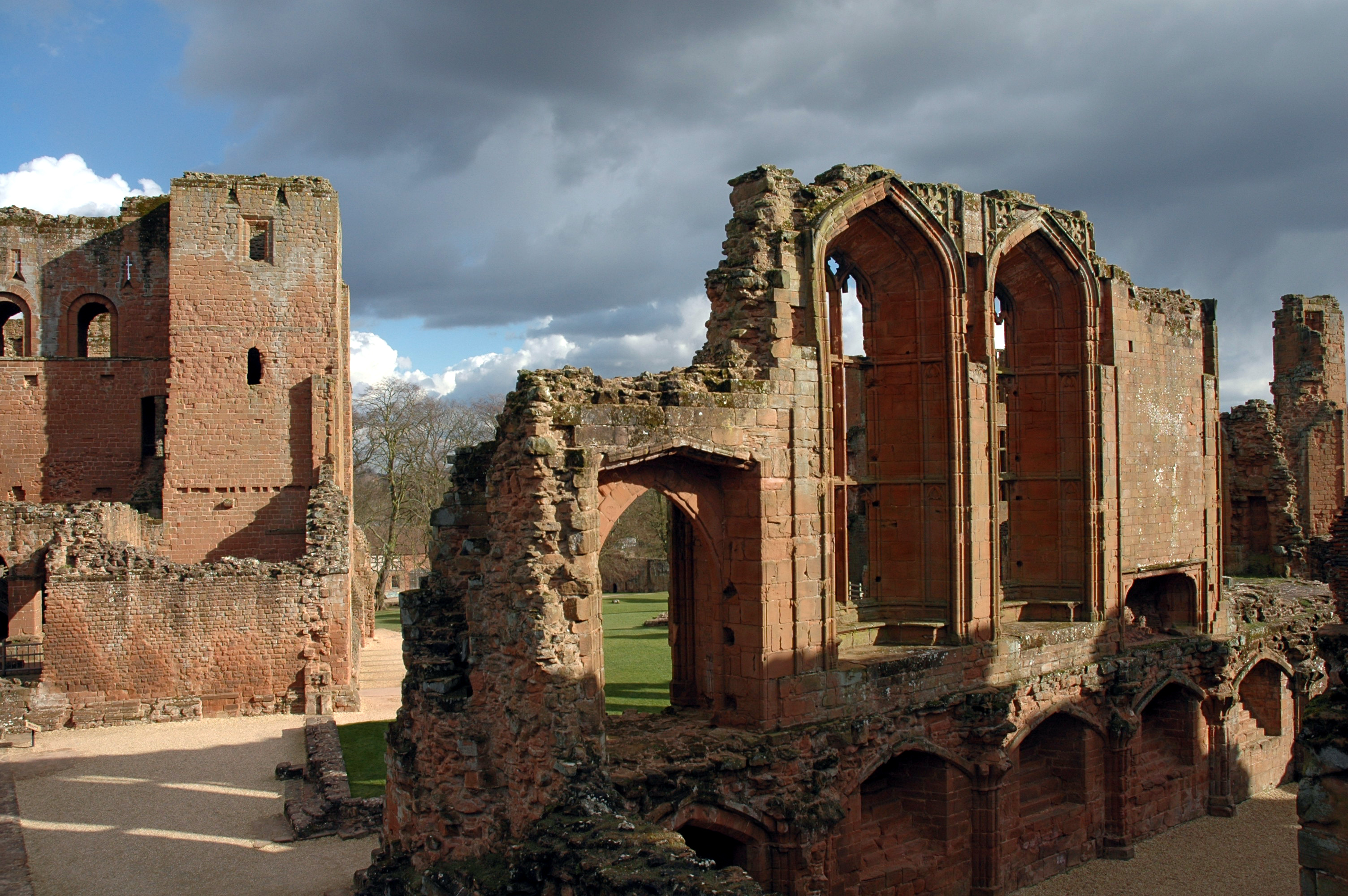
Vista parcial das ruínas do Castelo de Kenilworth: torre de menagem e great hall.

Sir Walter Scott escreveu uma novela em 1821 descrevendo a visita real e Sir Arthur Sullivan escreveu uma obra coral em 1864, intitulada The Masque at Kenilworth, sobre esse mesmo tema. De acordo com a lenda local, diz-se que Isabel I terá provado a primeira batata trazida para o país no Castelo de Kenilworth. Infelizmente, comeu-a crua, não gostou e atirou-a pela janela, onde cresceu numa área conhecida agora como Little Virginia.
O castelo voltou para a Coroa com a morte de Dudley. Durante a Guerra Civil Inglesa, o castelo foi invadido e saqueado pelas tropas Parlamentaristas. Tal como aconteceu com muitos outros castelos ingleses, Kenilworth foi destruído deliberadamente, com o fim de se tornar indefensível, após a guerra civil. Em 1656, uma parede da torre de menagem foi explodida e ameias e as grandes defesas de água destruídas.
Em 1660, Carlos II deu o castelo a Sir Edward Hyde, a quem fez Barão Hyde de Hindon e Conde de Clarendon. O castelo permaneceu como propriedade dos Clarendon até 1937, antes de passar para a posse de John Davenport Siddeley, 1º Barão Kenilworth. A família ofereceu o castelo a Kenilworth em 1958 e o English Heritage tem olhado por ele desde 1984.
IEm 2005, o English Heritage anunciou que depois de investigações arqueológicas terem revelado mais detalhes do jardim original, este seria restaurado mais próximo da forma isabelina. Foram reconstruídos uma fonte e um aviário, tendo o projecto ficado pronto em Maio de 2009. Em Dezembro de 2008, foram apresentados planos para voltar a encher o original lago em volta do castelo. Assim como contribuir para a recriação do aspecto do castelo, espera-se que o lago seja parte do plano de contenção de inundações para a área, podendo ser usado para andar de barco e praticar outras diversões aquáticas.

## Condestáveis notáveis
Entre os Condestáveis do Castelo de Kenilworth incluem-se:

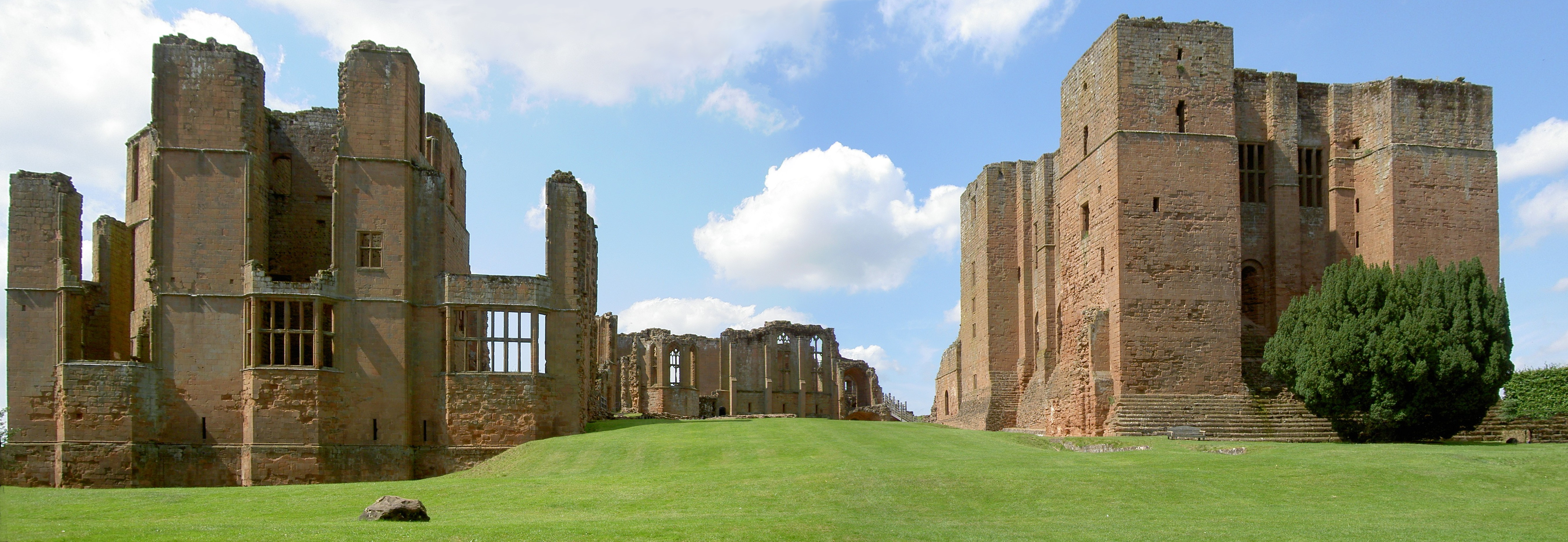
O Castelo de Kenilworth visto de leste.

- Henry de Hastings, 1º Barão Hastings (1265-1266);
- Philip Marmion (nomeado em 1267);
- Hugh de Quilly (cerca de 1310-1320);
- John Deyncourt (cerca de 1382);
- Ralph Boteler, 1º Barão Sudeley (nomeado em 1433);
- Matthew Baker (faleceu em 1513) - um vassalo de toda a vida do rei Henrique VII e seu companheiro no exílio na Bretanha e França - nomeado em 1485;[8]
- Thomas Grey, 2º Marquês de Dorset (1529-1530);
- John Huband (Condestável de Robert Dudley, Conde de Leicester);
- Robert Dudley, intitulado Conde de Warwick (1611-1649).